# CLDN1
CLDN1 (англ. Claudin 1) – білок, який кодується однойменним геном, розташованим у людей на короткому плечі 3-ї хромосоми.  Довжина поліпептидного ланцюга білка становить 211 амінокислот, а молекулярна маса — 22 744.
| 10         |  | 20         |  | 30         |  | 40         |  | 50         |
| ---------- |  | ---------- |  | ---------- |  | ---------- |  | ---------- |
| MANAGLQLLG |  | FILAFLGWIG |  | AIVSTALPQW |  | RIYSYAGDNI |  | VTAQAMYEGL |
| WMSCVSQSTG |  | QIQCKVFDSL |  | LNLSSTLQAT |  | RALMVVGILL |  | GVIAIFVATV |
| GMKCMKCLED |  | DEVQKMRMAV |  | IGGAIFLLAG |  | LAILVATAWY |  | GNRIVQEFYD |
| PMTPVNARYE |  | FGQALFTGWA |  | AASLCLLGGA |  | LLCCSCPRKT |  | TSYPTPRPYP |
| KPAPSSGKDY |  | V          |  |            |  |            |  |            |

A: Аланін

C: Цистеїн

D: Аспарагінова кислота

E: Глутамінова кислота

F: Фенілаланін

G: Гліцин

I: Ізолейцин

K: Лізин

L: Лейцин

M: Метіонін

N: Аспарагін

P: Пролін

Q: Глутамін

R: Аргінін

S: Серин

T: Треонін

V: Валін

W: Триптофан

Кодований геном білок за функціями належить до рецепторів клітини-хазяїна для входу вірусу, рецепторів. 
Задіяний у такому біологічному процесі як взаємодія хазяїн-вірус. 
Локалізований у клітинній мембрані, мембрані, клітинних контактах, щільних контактах.